# Achi (taal)

Spreiding van Mayatalen over Guatemala

Het Achi is een taal uit van de familie der Mayatalen. Het wordt gesproken door de meerderheid van de Achi bevolking in het departement Baja Verapaz in Guatemala.
Het Achi heeft twee dialecten: het Cubulco Achi (48.000 sprekers in 2000) dat wordt gesproken in het gebied ten westen van Rabinal, en het Rabinal Achi met 37.000 sprekers in en rond de gemeente Rabinal.